# Kaizen

Kaizen tecknat på japanska.

Kaizen (japanska: 改善, kai-zen, "förbättring") är ett begrepp inom verksamhetsstyrning myntat av Taiichi Ohno (大野 耐一), "fadern" till Toyotas produktionssystem. I Sverige används ordet främst som ett förhållningssätt till kvalitet inom företag, där aktiviteterna ständigt förbättras genom många små modifieringar. Kaizen innebär alltså strävanden efter kontinuerlig förbättring och handlar inte om att radikalt förändra processer. Målet med kaizen är att minska slöseri inom företaget, det vill säga eliminera moment som innebär kostnader utan att de tillför något värde. Åtgärderna inom kaizen begränsas inte till det enskilda företaget utan omfattar också såväl leverantörer som personalens hälsa och välmående utanför arbetsplatsen. Varje år genomförs det en konferens på temat ständiga förbättringar, Riksforum för förslag och förbättringar . 

## Andra metoder för förbättringsarbete
- Sex Sigma
- Totalkvalitet
- ISO/TS16949
- Lean production
- Systemtänkande
- Kanban
- LFA-metoden